# Wilhelm Verpoorten

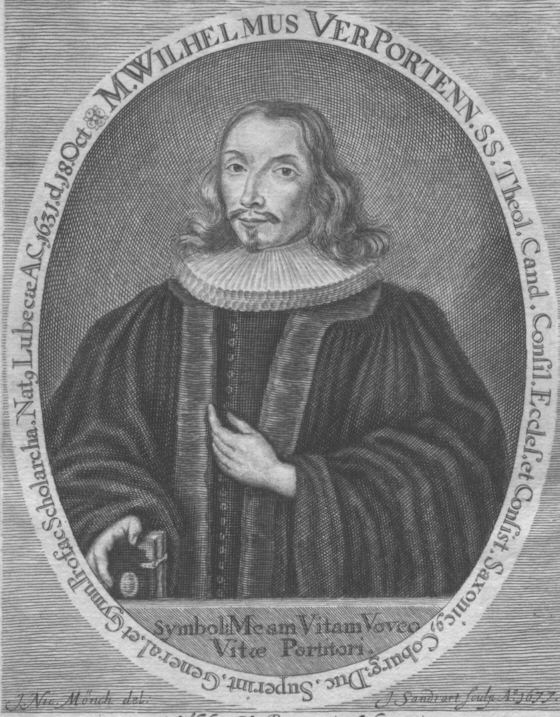
Wilhelm Verpoorten, Kupferstich von Jacob von Sandrart 1677

Wilhelm Verpoorten (* 18. Oktober 1631 in Lübeck; † 12. März 1686 in Coburg) war ein deutscher evangelisch-lutherischer Geistlicher, Konsistorialrat und Generalsuperintendent in Coburg.

## Leben
Wilhelm Verpoorten war ein Sohn des Lübecker Kaufmanns Jacob Verpoorten und seiner Frau Anna Catharina, geb. Weisbach, einer Tochter des Hamburger Ratsherrn Johann Andreas Weisbach. Die Familie Verpoorten oder van der Poorten stammte aus Brabant und war im Achtzigjährigen Krieg von Antwerpen nach Norddeutschland geflohen, wo sie in Hamburg und Lübeck ansässig wurde.
Er besuchte das Katharineum zu Lübeck. Ab Ostern 1648 studierte er an den Universitäten Rostock und Gießen. Als Hofmeister begleitete er zwei Söhne von David Gloxin an die Universität Jena, wo er 1657 den Magister-Grad erlangte. Beide Söhne starben in Jena: Friedrich 1654, als er einen Streit zwischen Kommilitonen schlichten wollte und David 1658. Das Wilhelm Verpoorten von Gloxin zuerkannte Schabbel-Stipendium ermöglichte ihm ein weiteres Jahr in Jena und Studien an den Universitäten Wittenberg und Leipzig. Im Oktober 1661 kehrte er als Magister an die Universität Rostock zurück.

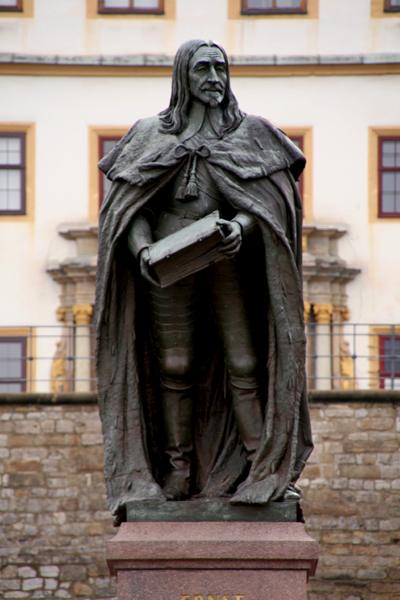
Ernst der Fromme

Auf Vermittlung des Lübecker Superintendenten Menno Hanneken berief ihn 1663 Landgraf Friedrich II. (Hessen-Homburg) zu seinem Hofprediger in Weferlingen. Von dort holte ihn Herzog Ernst der Fromme von Sachsen-Gotha-Altenburg 1668 als Kirchen- und Schulrat nach Gotha. 1676 wurde er Generalsuperintendent für Sachsen-Coburg und Konsistorialassessor in Coburg. Damit waren die Ämter des Pastors an der Morizkirche und des Professor Primarius am Coburger Casimirianum verbunden. Am 18. Juli 1678 wurde er unter dem Vorsitz seines Schwagers Philipp Ludwig Hanneken in Gießen zum Dr. theol. promoviert.
Wilhelm Verpoorten wurde durch seinen Plan eines Collegium Hunnianum bekannt. Dieses war die Idee des Lübecker Superintendenten Nikolaus Hunnius gewesen, die er schon 1632 publiziert hatte. Ein Rat von zwölf angesehenen lutherischen Professoren, von zwölf Adjunkten unterstützt, sollte ein oberstes theologisches Schiedsgericht bilden. Vor diesem Collegium irenicum und nicht in der Öffentlichkeit sollten die innerlutherischen Lehrstreitigkeiten ausgetragen werden. Verpoorten gelang es, Herzog Ernst für den Plan zu gewinnen. Er stellte ein Grundkapital und das Kloster Reinhardsbrunn zur Verfügung und schickte eine Gesandtschaft unter seinem Sohn Herzog Albrecht, der auch Verpoorten angehörte, an die lutherischen Höfe in Deutschland und von Dänemark und Schweden, um dafür zu werben. Trotz zugesagter Unterstützung aus den nordischen Königreichen hatte der Plan auch viele Gegner, darunter Kursachsen, und kam nie zur Ausführung. Später kritisierte August Ludwig von Schlözer den Plan als Vorschläge, einen Papst oder (nach russischer Art) eine dirigierende Synode in der evangelischen Kirche zu errichten.
Briefe von Verpoorten sind im Nachlass Hanneken in der Lübecker Stadtbibliothek und im Nachlass Ernst Salomon Cyprian in der Forschungsbibliothek Gotha überliefert.

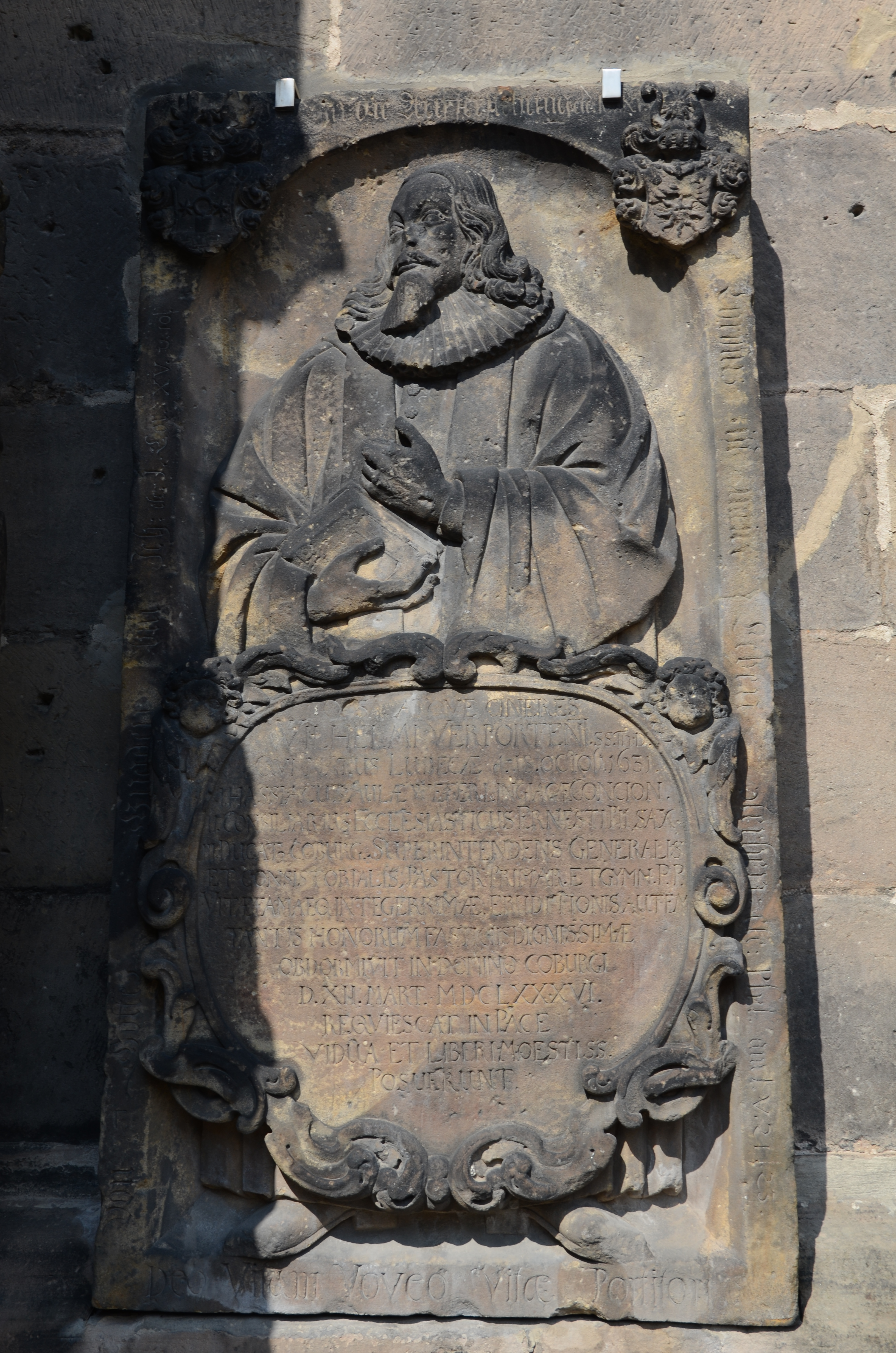
Grabstein Wilhelm Verpoortens, Morizkirche Coburg

Der Grabstein von Wilhelm Verpoorten ist an der Außenmauer der Coburger Morizkirche erhalten.

## Familie und Nachkommen
Wilhelm Verpoorten war seit 1664 verheiratet mit Lucia Elenora Hanneken, einer Tochter von Meno Hanneken, und damit Schwager von Philipp Ludwig Hanneken (1637–1706), Superintendent und Professor in Gießen, ab 1693 Professor der Theologie und Superintendent in Wittenberg, Nikolaus Hanneken (1639–1708), ab 1677 Stadtphysikus in Lübeck, und Balthasar Gerhard Hanneken, Hauptpastor der Lübecker Marienkirche. Über seine Söhne wurde das Paar zu den Stammeltern einer bedeutenden Nachkommenschaft. Dazu zählen:
Albrecht Meno Verpoorten (1672–1752)
Wilhelm Paul Verpoorten (1721–1794)
Philipp Theodor Verpoorten (1677–1712), Professor am Gymnasium Casimirianum in Coburg ⚭ Elisabeth Maria, geb. Sauerbrey († 1712)
Cordula Maria Verpoorten (1712–1759) ⚭ Andreas Elias Büchner
Johann Burckhard Verpoorten, Sachsen-Coburgischer Hof- und Regierungsrat
Johann Wilhelm Verpoorten (1681–1737), Leibmedicus in Coburg
Johann Christian Wilhelm Verpoorten (1721–1792), Leibarzt und Hofrat in Neustrelitz

## Schriften
- Pflichtschuldige Bezeigung Christl. Obrigkeit u. Unterthanen gegen einander : Welche Aus der I. Ep. Petri … Seyd unterthan aller menschlichen Ordnung … In Gegenwart der Regierenden Gnädigsten Fürstl. Herrschafft/ Bey Einführung eines neuen Raths der Fürstlichen Residentz-Stadt Coburg/ In der Haupt-Kirchen zu S. Moritz daselbst/ am 29. Tag des Monats Octobris, im Jahr des Herrn 1675. Mönch, Coburg 1678.
- Disputatio Theologica Inauguralis De Consensu Fundamentali Lutheranorum Et Pontificiorum In Fundamento Salvationis Primo Et Imo, Quod Est Jesus Christus … / … in alma Universitate Gissena Facultatis Theologicae, Praeside … Dn. Phil. Lud. Hannekenio SS. Theol. Doct. … Affine Et Fautore Suo Venerando, Proconsequendis in SS. Theol. Privilegis & Honoribus Doctoralibus, Instituta & Excell. Dn. Professorum Examini subiecta a Wilhelmo Verpoorten/ Superintendente Generali Ducatus Coburgensis. Anno M.DC.LXXVIII. d. II. Mensis Iulii. Typis expressa in Chalcographeo Acad. Ordin. Kargeriano, [Gießen] 1678.